# San Ciro de Acosta (kommun)
San Ciro de Acosta är en kommun i Mexiko.   Den ligger i delstaten San Luis Potosí, i den centrala delen av landet, 250 km norr om huvudstaden Mexico City.
Följande samhällen finns i San Ciro de Acosta:
- San Ciro de Acosta
- Codornices